# Cromossoma 14

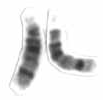
Par de cromossoma 14

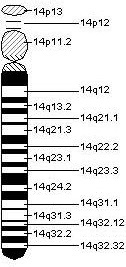

O cromossoma 14 é um dos 23 pares de cromossomas do cariótipo humano.

## Características do cromossoma 14
- Número de pares de bases : 106.368.585
- Número de genes : 733
- Número de genes conhecidos : 646
- Número de pseudogenes : 260
- Número de polimorfismos nucleotídicos simples :  268.509

## Genes
- ATXN3: Ataxin-3 (Machado-Joseph disease)
- COCH: coagulation factor C homolog, cochlin (Limulus polyphemus)
- GALC: galactosylceramidase (Krabbe disease)
- GCH1: GTP cyclohydrolase 1 (dopa-responsive dystonia)
- IGH@: immunoglobulin heavy chain locus
- IFT43: intraflagellar transport 43
- MYH7: myosin heavy chain beta (MHC-β) isoform[2]
- NPC2: Niemann-Pick disease, type C2
- PSEN1: presenilin 1 (Alzheimer disease 3)
- SERPINA1: serpin peptidase inhibitor, clade A (alpha-1 antiproteinase, antitrypsin), member 1
- TSHR: thyroid stimulating hormone receptor

## Doenças
- Deficiência de alfa-1-antitripsina
- Alzheimer
- Burkitt's lymphoma (t8;14)
- congenital hypothyroidism
- dopamine-responsive dystonia
- Linfoma Folicular (t14;18)
- Cardiomiopatia Hipertrófica
- Doença de Krabbe
- Cranio–lenticulo–sutural dysplasia
- Doença de Machado-Joseph
- Monosomy 14
- Multiple myeloma
- Doença de Niemann-Pick
- Nonsyndromic deafness
- Sensenbrenner syndrome
- Tetrahydrobiopterin deficiency
- Uniparental disomy (UPD) 14